# Wolf (album)
Pour les articles homonymes, voir Wolf.
Albums de Hugh Cornwell
Nosferatu
(1979) CCW
(1992)
Wolf est le second album solo, sorti en 1988, de Hugh Cornwell, alors membre des Stranglers.

## Titres
1. Another Kind of Love
2. Cherry Rare
3. Never Never
4. Real Slow
5. Break of Dawn
6. Clubland
7. Dreaming Again
8. Decadence
9. All the Tea in China
10. Getting Involved

## Musiciens
- Hugh Cornwell - guitares, claviers, chant
- Grahame Broad - batterie, percussions
- Simon Clark - programmations
- Steve Dawson - trompette
- Manny Elias - batterie, percussions, programmations
- Alex Gifford - saxophone
- Haywoode - chœurs
- Jools Holland - piano, orgue
- Gus Isadore - guitare
- Clive Langer - claviers
- Ian Ritchie - claviers, saxophone, programmations
- Chris Sheldon - percussions
- Pete Thoms - trombone
- Don Weller - saxophone baryton

## Équipe de production
- Alan Winstanley - ingénieur du son, mixage
- Chris Sheldon - ingénieur du son, mixage
- Michael Hutchinson - mixage
- Andy Wallace - mixage